# Бьорк-Лизелиус, Эльза

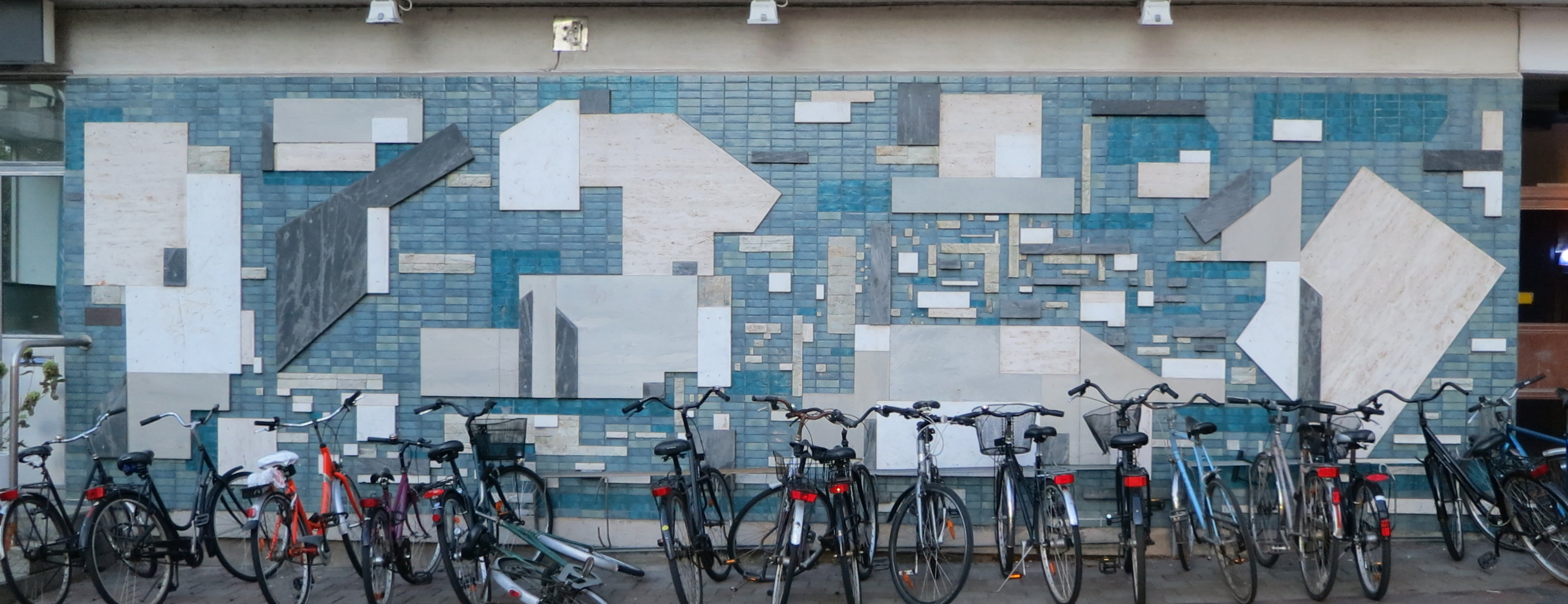
Монументальная работа Utomhussymfoni

Эльза Бьорк-Лизелиус (швед. Elsa Björk-Liselius, полное имя Elsa Elida Sofia Björk-Liselius; 1915—2007) — шведская художница и скульптор.

## Биография
Родилась 14 февраля 1915 года в городе Tyringe муниципалитета Hässleholms, дочь режиссёра Карла-Эрика Бьорка (Carl-Erik Björk).
Училась в Стокгольме живописи в школе Сигне Барт и скульптуре — в школе Лены Бёрйесон.
Была членом Организации сотрудничества художников (Konstnärernas Samarbetsorganisation, KSO).
Работы Бьорк-Лизелиус представлены в ряде музеев Швеции, в частности, в Истадском художественном музее (город Истад). Также она выполняла монументальные оформительские работы в общественных местах. Одна из них — на стене площадью 30 квадратных метров в жилом районе Кронборг (Мальмё) под названием Utomhussymfoni.
Эльза Бьорк-Лизелиус была замужем за инженером Эриком Лизелиусом (Erik Liselius), они развелись в 1985 году.
Умерла 25 февраля 2007 года в Мальмё.